# Zielone Wzgórza (przystanek kolejowy)
Zielone Wzgórza – przystanek kolejowy w Murowanej Goślinie, w woj. wielkopolskim, w Polsce.

## Ruch pasażerski
| Rok  | Wymiana pasażerska na dobę |
| ---- | -------------------------- |
| 2017 | 150-199                    |
| 2022 | 200-299                    |